# Keresztessy József (vívó)
Keresztessy József (Pest, 1819. augusztus 7. – Budapest, 1895. április 16.) vívómester, a magyar kardvívóiskola megalapítója.
1833-ban Friedrich Ignác alkalmazta vívósegédi minőségben a Pesti Nemzeti Vívóintézetben. Huszonhárom éves korában, 1842. február 4-én nyilvános vizsga után hat vívómester állította ki számára a mesteri oklevelét. 1842-1848 között a Pesti Nemzeti Vívóintézet oktatója. A szabadságharc alatt Aulich hadtestében szolgált, több csatában is részt vett (Budavár ostrománál, Perednél), végül Klapka hadtestének hadnagyként tette le a fegyvert Komáromban. 1851-ben nyitotta meg saját vívótermét, ahol több évtizeden keresztül tanított. 1892-ben ünnepelte vívómesteri tevékenységének 50. évfordulóját.